# Pauh (Rawas Ilir)
Pauh is een bestuurslaag in het regentschap Musi Rawas van de provincie Zuid-Sumatra, Indonesië. Pauh telt 2530 inwoners (volkstelling 2010).